# Confine

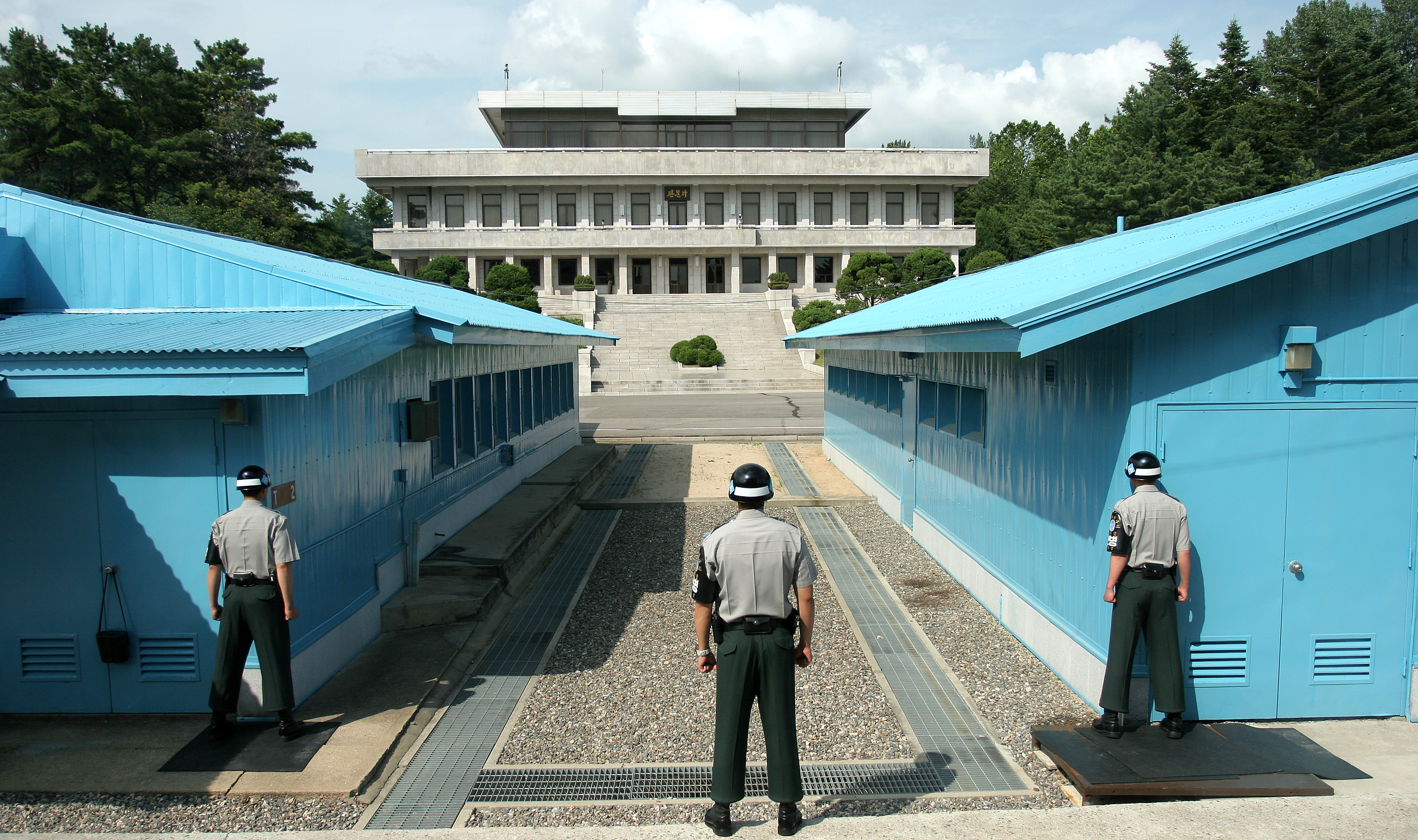
Poliziotti sudcoreani di guardia al confine tra Corea del Nord e Corea del Sud. Vista dalla Corea del Sud.

Il confine è una linea o una zona di separazione e contemporaneamente di contatto tra due aree geografiche naturali, quale è per esempio linea spartiacque tra valli attigue) e/o politico-amministrative come il limite delle acque territoriali). Per "frontiera" si intende qualunque varco di confine dal quale si possa accedere o uscire da uno Stato, in riferimento a tutti quei punti geografici attraverso i quali possa essere varcata una linea di confine.

## Descrizione

### La rilevanza giuridica e il "confine di Stato"
Giuridicamente è la linea di demarcazione della proprietà immobiliare controllata da un soggetto, che sia una persona o autorità locale e statale, che la separa perciò dalle proprietà controllate da altri enti.
Geopoliticamente si usa sovente come sinonimo di confine tra Stati la frontiera, anche se quest'ultima di solito è riferita a zone di terraferma e sovente è sfalsata rispetto al confine reale (si pensi ad esempio nei porti o aeroporti).

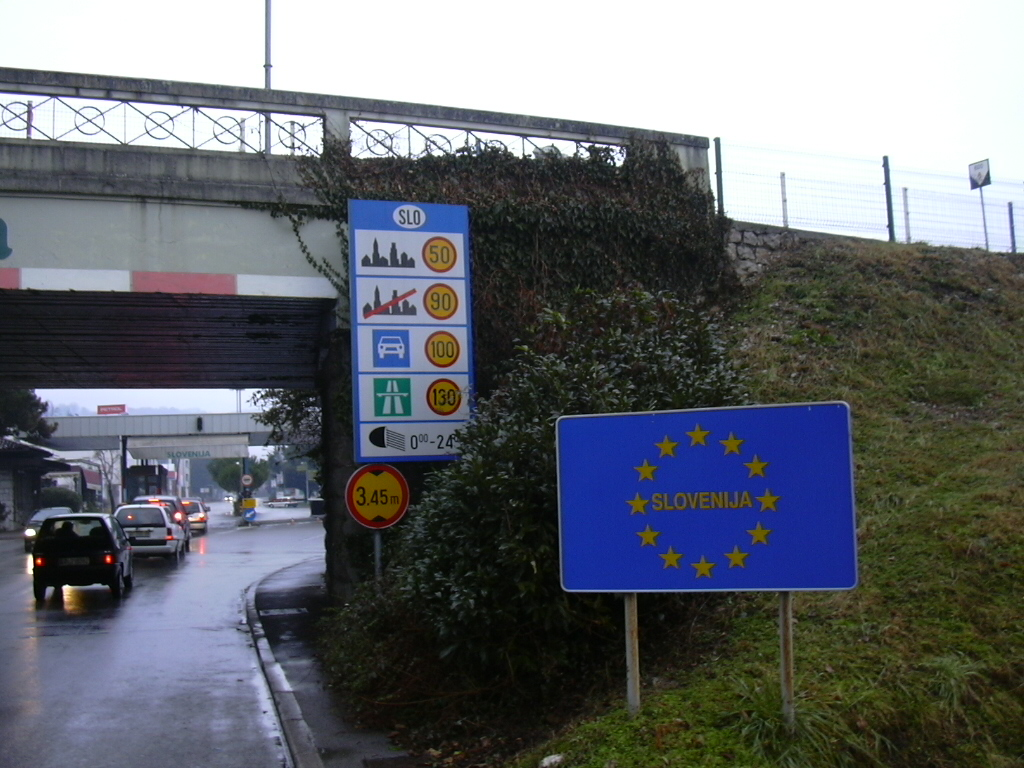
Cartello indicatore del confine tra Italia e Slovenia al valico della Casa Rossa presso Gorizia.

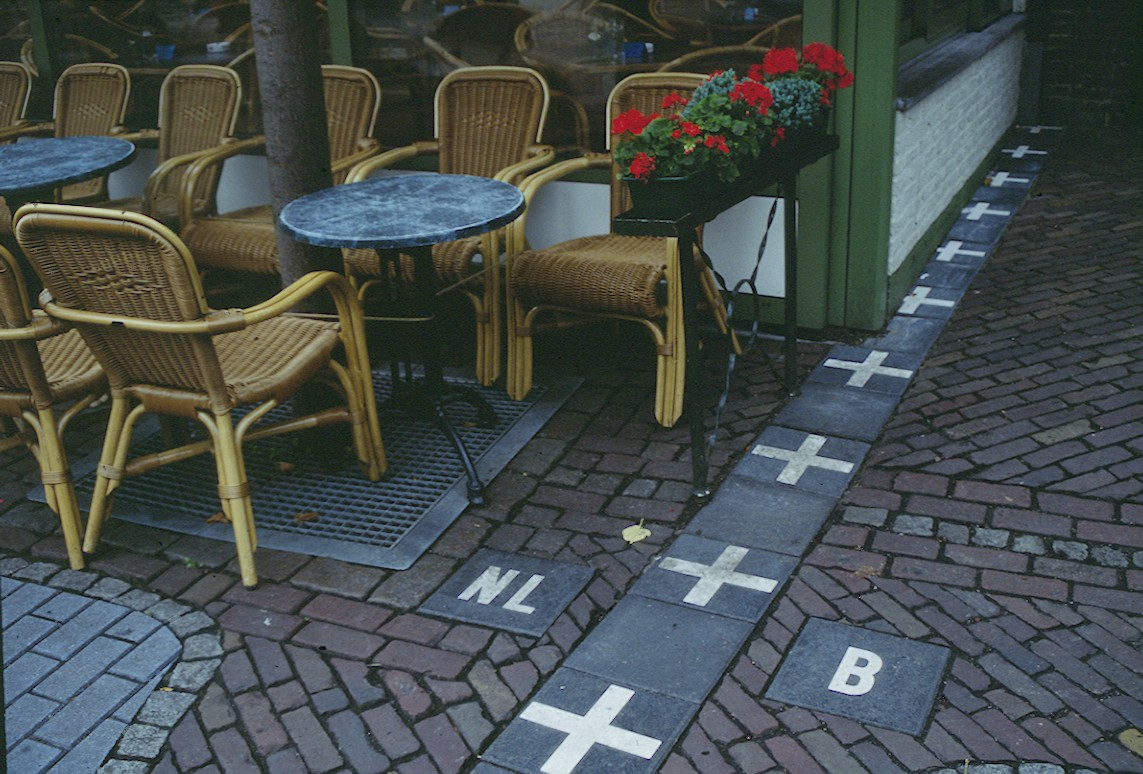
Sul confine fra Paesi Bassi e Belgio a Baarle-Nassau sorge un caffè.

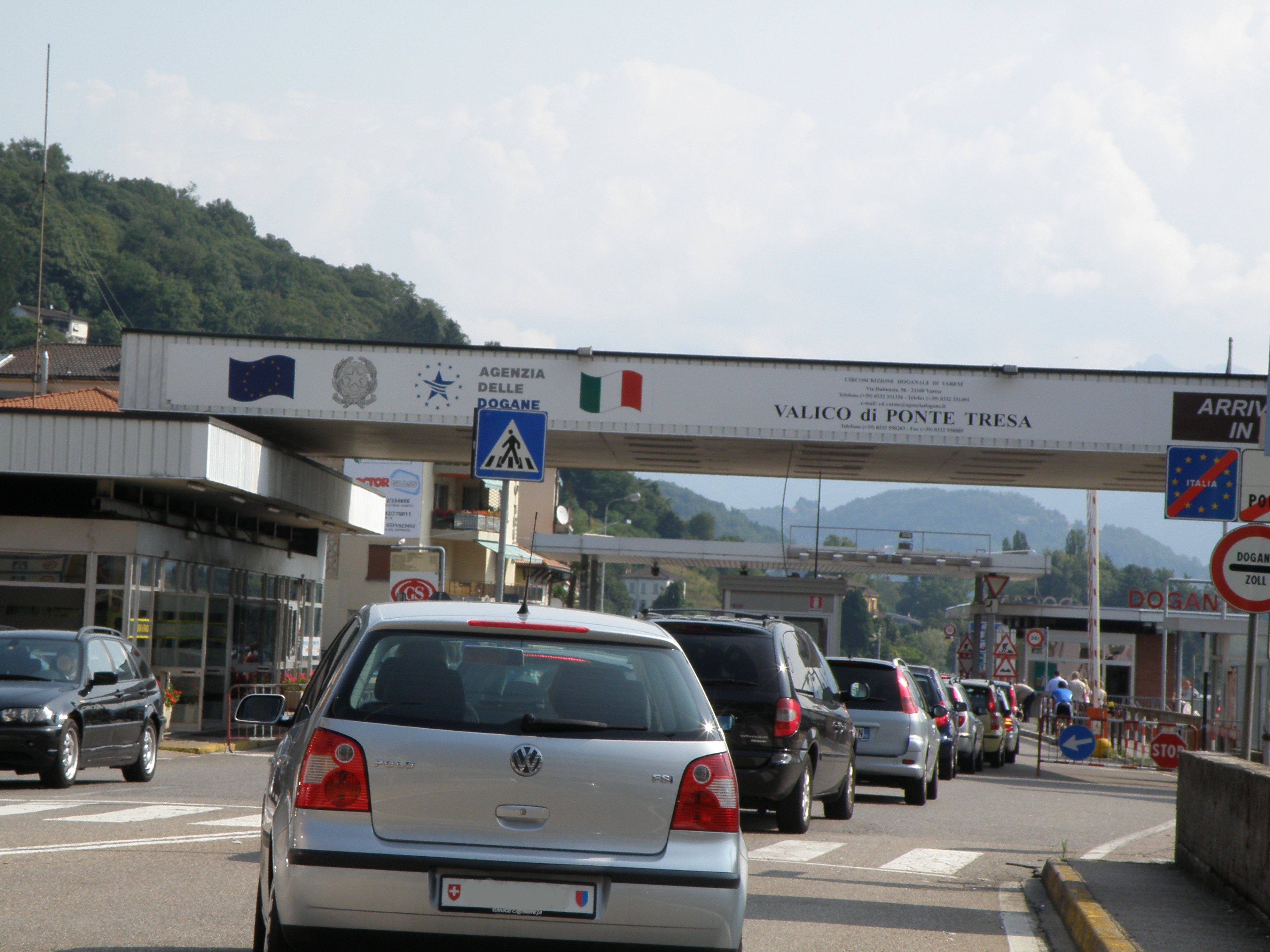
Il confine di Ponte Tresa tra Italia e Svizzera.

I confini di Stato possono seguire un tracciato naturale sinuoso (ad esempio seguendo le linee orografiche) oppure rettilineo istituzionale (soprattutto in aree poco o per nulla abitate). Oltre che sulla cartografia, i confini possono essere segnalati sulla terraferma da cippi o cartelli di varia fattura o in alcuni casi addirittura chiusi con recinzioni o muri che ne impediscono l'attraversamento. 
Nel diritto internazionale il singolo stato può anche controllarlo materialmente e militarmente: un esempio di questo tipo era il Muro di Berlino e un altro è il confine tra le due Coree che presenta una zona cuscinetto smilitarizzata, invece tra gli stati che hanno firmato gli accordi di Schengen, restano ora più che altro delle indicazioni politiche senza chiusure fisiche. I varchi di frontiera, che possono per convenzione anche coincidere con i luoghi di partenza e di arrivo di merci e persone come porti e aeroporti, sono presenziati da organismi appositi per il controllo dei passaggi di persone (polizia di frontiera) e merci (dogana).
Le Nazioni Unite introdussero la norma globale di rispetto dei confini statali, per la quale viene considerata "aggressione" ogni modifica forzata.

## Confine di stato terrestri per lunghezza

### Oltre i5000km
| # | Paesi                | Lunghezza (km) | Note                                                                      | Continente          |
| - | -------------------- | -------------- | ------------------------------------------------------------------------- | ------------------- |
| 1 | Canada — Stati Uniti | 8 893          | In due parti, 6 416 al sud del Canada e 2 477 km tra il Canada e l'Alaska | America del Nord    |
| 2 | Kazakistan — Russia  | 6 846          |                                                                           | Eurasia             |
| 3 | Argentina — Cile     | 5 150          |                                                                           | America meridionale |

### Sotto i50km
| #   | Paesi                           | Lunghezza (km) | Note                                 | Continente       |
| --- | ------------------------------- | -------------- | ------------------------------------ | ---------------- |
| 300 | Liechtenstein — Svizzera        | 41             |                                      | Europa           |
| 301 | Italia — San Marino             | 39             |                                      | Europa           |
| 302 | Armenia — Iran                  | 35             |                                      | Asia             |
| 302 | Austria — Liechtenstein         | 35             |                                      | Europa           |
| 304 | Croazia — Montenegro            | 25             |                                      | Europa           |
| 305 | Corea del Nord — Russia         | 19             |                                      | Asia             |
| 306 | Marocco — Spagna                | 16             | 6,3 km con Ceuta, 9,6 km con Melilla | Africa           |
| 307 | Francia — Regno dei Paesi Bassi | 10             | Presso l'isola di Saint Martin       | America del Nord |
| 308 | Azerbaigian — Turchia           | 9              | Presso l'exclave azero di Naxçıvan   | Asia             |
| 309 | Francia — Monaco                | 4              |                                      | Europa           |
| 310 | Città del Vaticano — Italia     | 3              |                                      | Europa           |
| 311 | Canada — Danimarca              | 1,3            |                                      | America del Nord |
| 312 | Regno Unito — Spagna            | 1,2            | Presso Gibilterra                    | Europa           |
| 313 | Botswana — Zambia               | 0,15           | Sul fiume Zambesi                    | Africa           |

## In altri contesti

### Antropologia e sociologia

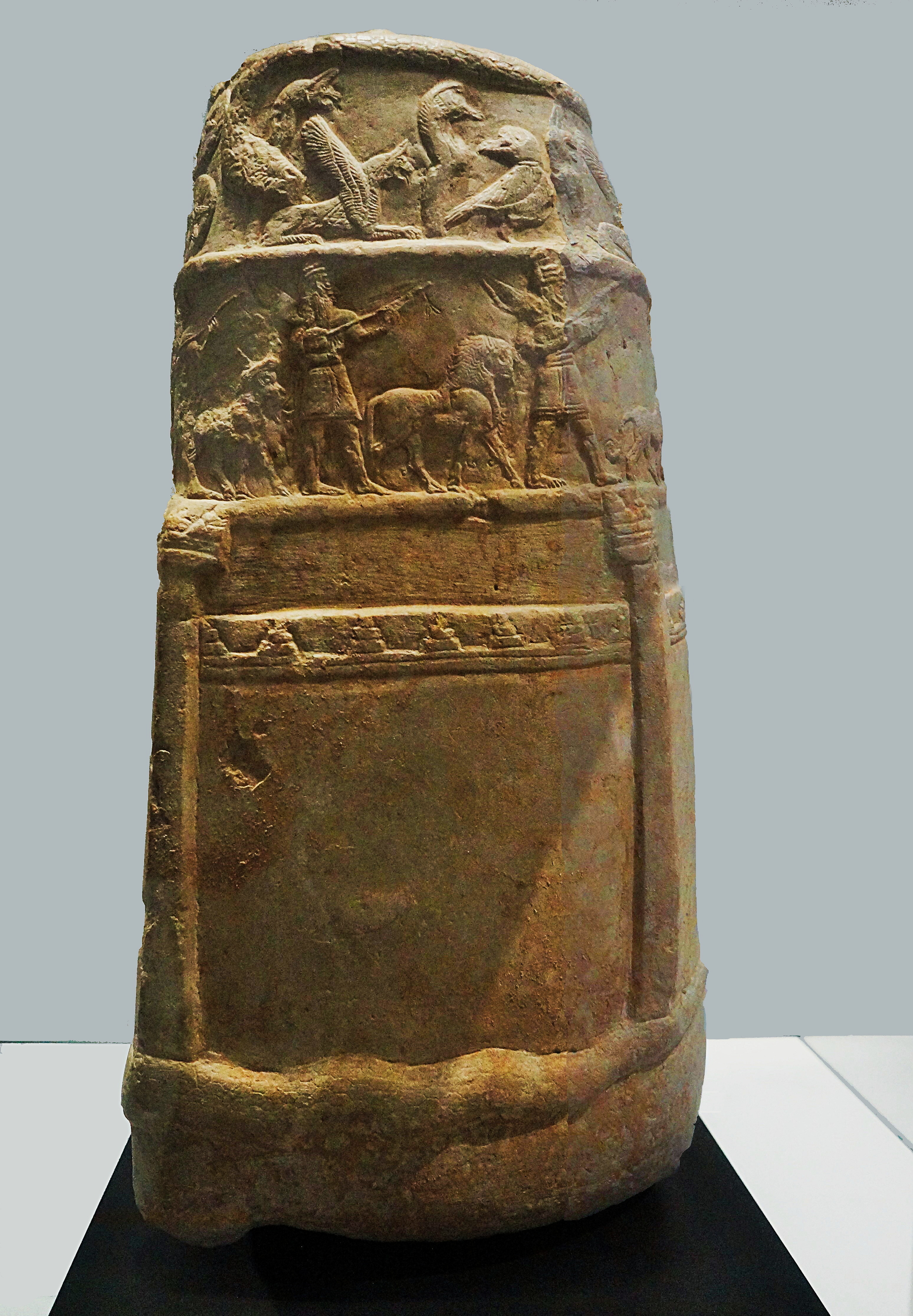
Un kudurru

Il concetto di "confine" era rivestito di sacralità in varie culture del mondo antico, come testimoniano i kudurru ("pietre di confine") in Mesopotamia o il culto di Termine nell'antica Roma, il quale prevedeva anche cerimonie religiose dette Terminalia. Era poi sacro il pomerio, linea di confine delimitante prima le città degli Etruschi e poi le città italiche e Roma. Presso gli antichi Greci il dio dei confini era invece Ermes.
In molte civiltà di varie epoche il passaggio dei "confini" tra una condizione sociale a un'altra o tra una fase della vita e un'altra era segnato dai riti di passaggio, studiati particolarmente dall'antropologo Arnold van Gennep. 
Nelle mitologie antiche si trovano esempi di creature mostruose come la Sfinge, o il dio romano Giano, posti a guardia della soglia iniziatica.
Vari rituali come il Samhain dei Celti, o il Carnevale, avevano la funzione di favorire una rottura del "confine" fra due dimensioni, fra il mondo dei vivi e quello dei morti o degli spiriti. Anche la commemorazione dei defunti del 2 novembre è il retaggio di un periodo particolare dell'anno legato a un'attenuarsi della distanza tra la dimensione terrestre e l'aldilà.
Per converso, laddove si attribuisca al confine il valore negativo di ostacolo culturale, la critica odierna si è espressa in senso terminologico coniando il termine "muro della vergogna".
L'antropologo Jared Diamond nei suoi viaggi di studio tra le popolazioni indonesiane, racconta come i confini territoriali tra una tribù e l'altra sono considerati tabù e vengono segnalati nella foresta equatoriale da semplici saltuari rametti spezzati che sebbene a lui passassero del tutto inosservati e insignificanti, alle guide risultavano evidenti.

### Biologia
Nei mammiferi terrestri i confini territoriali vengono marcati con secrezioni odorose.

## Voci correlate

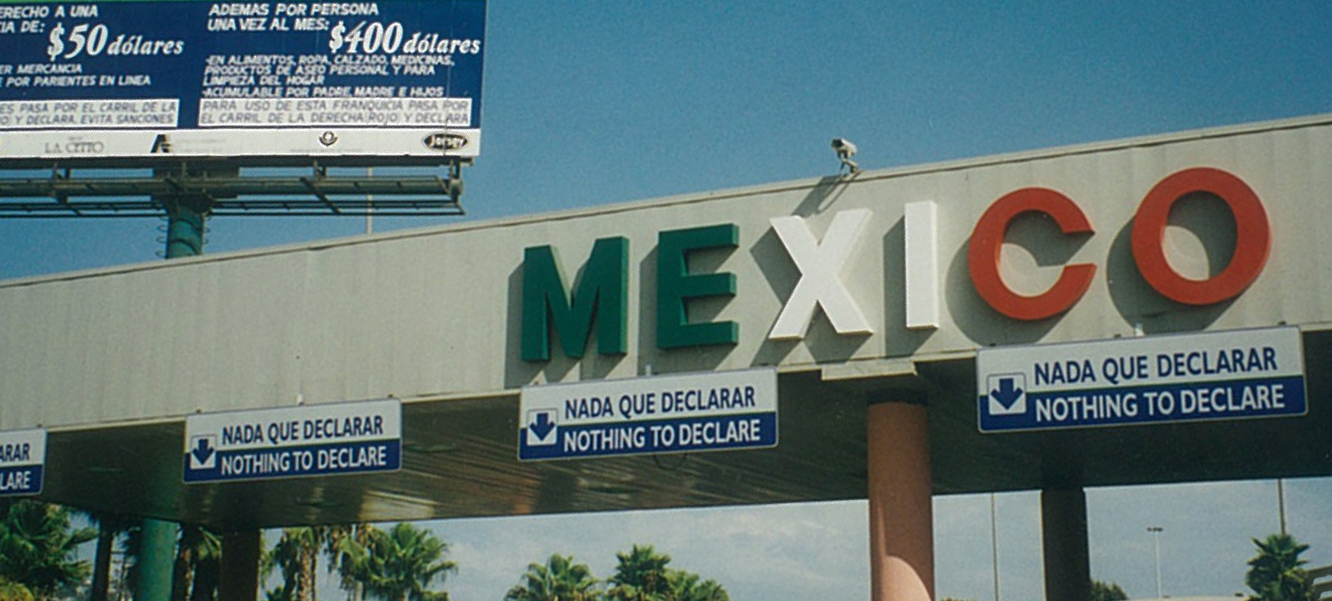
La frontiera Stati Uniti-Messico tra le città di San Diego e Tijuana.